# L'impero dell'atomo
L'impero dell'atomo (Empire of the Atom) è un romanzo di fantascienza dello scrittore canadese, naturalizzato statunitense A. E. van Vogt, pubblicato per la prima volta nel 1957.
Van Vogt ha basato gran parte del romanzo sulla trama di Io, Claudio di Robert Graves, inserendola in un'ambientazione fantascientifica.
L'opera costituisce la prima parte del Ciclo di Linn, che prosegue e si conclude con il romanzo Lo stregone di Linn. 
È acclusa al romanzo una tabella genealogica della famiglia regnante dell'Impero di Linn.

## Storia editoriale

### Racconti
Il romanzo, come altri dell'autore, è un fix-up, vale a dire un adattamento, di cinque racconti scritti in precedenza e pubblicati oiginariamente su Astounding Science Fiction tra maggio 1946 e dicembre 1947
Hand of the Godspubblicato per la prima volta nel numero di Astounding Science Fiction del dicembre 1946; una traduzione in italiano di G. P. Sandri intitolata La mano degli dei fu pubblicata dalla Armenia Editore con l'antologia personale Il meglio di A. E. Van Vogt. Una grande antologia personale. 12 racconti (The Best of A. E. Van Vogt, 1974), nel 1978 nel volume n. 9 della collana Robot Speciale e di nuovo nel 1980 nel volume n. 17 della collana Raccolta Robot.
Home of the Godspubblicato per la prima volta nell'aprile 1947.
A Son Is Bornpubblicato per la prima volta nel maggio 1946.
The Barbarianpubblicato per la prima volta nel dicembre 1947.
Child of the Godspubblicato per la prima volta nell'agosto 1946.

### Romanzo
La prima traduzione in italiano di Lucia Morelli è stata pubblicata, insieme all'altro romanzo del ciclo, Lo stregone di Linn, il 15 dicembre 1963 dalla Casa Editrice La Tribuna, nel volume n. 2 (3), I serie, della collana Science Fiction Book Club e nell'aprile 1978 dall' Armenia Editore nel volume n. 5 della collana I Libri di Robot, poi nuovo nel 1986 dalla Arnoldo Mondadori Editore nel volume n. 12 della collana I Massimi della Fantascienza, quest'ultimo contiene anche il romanzo Slan.
Una traduzione di Gianni Pilo è stata pubblicata nel 1995 dalla Compagnia del Fantastico.Gruppo Newton nel volume n. 40 della collana Il Fantastico Economico Classico.

## Ambientazione
Tra circa 12.000 anni l'umanità sarà governata da un impero pressoché identico a quello dell'antica Roma, anche per quanto riguarda il livello tecnologico, tranne per il fatto che nei Templi degli Dei dell'Atomo è stata preservata l'antica conoscenza necessaria a costruire astronavi grazie alle quali estende il suo dominio nel sistema solare.

## Trama
Un giorno, la nuora del Sire Condottiero dell'Impero partorisce un bambino deforme, in conseguenza di un'accidentale esposizione a radiazioni provenienti da uno dei templi degli Dei dell'Atomo.
Il bambino è tenuto in vita solo perché un sacerdote degli Dei dell'Atomo vuole dargli un'educazione completa, per valutare le potenzialità dei mutanti.
Durante la sua adolescenza il mutante Clane aiuta suo padre a vincere una guerra con Marte; continua anche i suoi studi mentre suo nonno e i suoi tutori lo proteggono dagli intrighi machiavellici che gli turbinano intorno, in particolare quelli di sua nonna Lydia.
Raggiunta la maggiore età, Clane trasforma la sua tenuta in un laboratorio dove studia e prova le macchine che recupera dalle rovine di antiche città.
Alla morte de nonno, Lady Lydia decide di eliminare Clane, ma dopo aver ricevuto un vaso contenente le ceneri del sicario da lei inviato e quando persino un attacco frontale diretto da parte di militari fallisce, Lady Lydia è costretta a rinunciare ai suoi intenti omicidi.
Una guerra tra l'Impero di Linn e i ribelli su Venere offre a Clane l'opportunità di intraprendere una spedizione per esplorare le rovine di un'antica città venusiana.
Quando i ribelli catturano il Primo Consigliere e migliaia delle sue truppe e si preparano a impiccarli, Clane appare nel loro accampamento e mostra il fantastico potere degli Dei dell'Atomo, vinta così la guerra Clane torna sulla Terra con le sue scoperte.
Nonostante gli avvertimenti di Clane, l'Impero di Linn viene colto di sorpresa e conquistato da un'invasione di barbari provenienti da Europa, che uccidono il Primo Consigliere.
Travestito da schiavo, Clane si intrufola nella sua casa nella città di Linn e tocca uno degli artefatti che ha trovato su Venere, ottenendo così un potere tale da costringe il capo barbaro, Czinczar, ad arrendersi, ma non prima che Czinczar gli mostri il corpo di un alieno, uno della specie che secondo Czinczar ha causato la devastazione della civiltà umana migliaia di anni prima.
La minaccia da Europa è vinta, ma ora Clane ha una nuova preoccupazione.

## Critica
Floyd C. Gale, il recensore di Galaxy, ha criticato il romanzo per le sue strane contraddizioni interne, in particolare una scena dove "una flotta di astronavi esegue un attacco a bassa quota sul nemico, scoccando nugoli di frecce da una distanza ravvicinata".
L'autore e critico James Blish ha osservato che la trama delle storie del Ciclo di Linn somiglia a quella dei romanzi di Robert Graves Io, Claudio e Il divo Claudio e sua moglie Messalina.